# Sinopimoa bicolor
Sinopimoa là một chi nhện đơn loài Sinopimoa bicolor. Trước đây chúng được xếp vào họ Sinopimoidae, nhưng hiện tại chúng được xếp vào họ Linyphiidae  Một phân loại chi tiết hơn xem chúng là thành viên của phân họ Erigoninae.